# Passeio Público

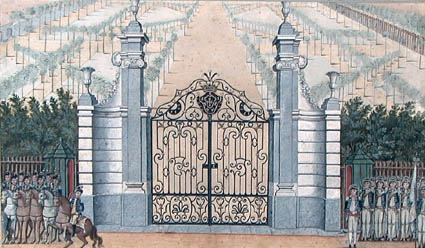
Peinture du XVIIIe siècle montrant l'entrée du Passeio Público.

Le Passeio Público (en français : Promenade publique) est un parc public situé dans le centre historique de Rio de Janeiro, au Brésil. Construit après 1779, c'est le plus ancien parc public du Brésil et l'un des plus anciens des Amériques.

## Histoire
En 1763, le siège du gouvernement du Brésil colonial a été transféré de Salvador de Bahia à la ville de Rio de Janeiro. Entre autres améliorations de la nouvelle capitale coloniale, le vice-roi Luís de Vasconcelos eut l'idée de créer un parc public dans la capitale de la colonie, inspiré du Passeio Público (Parc public) créé dans les années 1760 à Lisbonne, ainsi que du jardin rococo du Palais Royal de Queluz . Ainsi, en 1779, le vice-roi commanda la construction du parc à Valentim da Fonseca e Silva (Maître Valentim), le principal sculpteur et urbaniste de Rio à l'époque et un collaborateur actif du vice-roi. Les travaux seront achevés en 1783.
Le parc a été construit sur un terrain gagné sur une lagune située à côté de la baie de Guanabara. Cette lagune - connue sous le nom de Lagoa do Boqueirão - était polluée et provoquait des maladies, et son élimination était considérée comme une amélioration majeure des conditions urbaines de Rio.

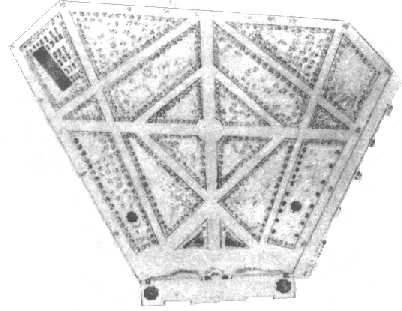
Dessin de 1862 montrant la conception du Passeio Público par le maître Valentim

### Dessin original
Maître Valentim a conçu un parc à la française, en forme d'hexagone irrégulier, utilisant des allées rectilignes disposées selon une forme géométrique et symétrique. Au bord de la mer, le parc avait une terrasse d'où l'on pouvait profiter d'une vue magnifique sur la baie de Guanabara. Cette terrasse comportait également deux pavillons décorés de peintures. Maître Valentim a décoré le parc avec diverses essences d'arbres, ainsi que des fontaines et des statues.
Le parc était à l'origine entouré d'un mur de pierre et était principalement utilisé par la haute société coloniale de Rio, mais après 1793, il a été ouvert au grand public.

### Décoration
La belle porte en fer à l'entrée du parc, de style rococo, est toujours à sa place d'origine et porte les effigies de la reine Marie Ire du Portugal et du roi consort, Pedro III, avec l'inscription latine Maria Iª et Petrus III Brasiliae Regibus 1783.
À l'intérieur du parc, Maître Valentim a construit deux fontaines placées dos à dos et collectivement connues sous le nom de Fonte dos Amores (Fontaine d'amour). L'une des faces de la fontaine (la Fonte dos Jacarés, Fontaine des Caïmans) avait un bassin décoré de plantes et de statues en bronze de caïmans, un cocotier en bronze, et des aigrettes du bec desquelles coulait l'eau. Malheureusement l'arbre et les oiseaux ont été perdus, mais les deux caïmans entrelacés sont toujours en place. Au fond de cette fontaine, face à la mer, se trouve la Fonte do Menino (fontaine du garçon), qui avait les armoiries du vice-roi Vasconcelos, des vases et une statue en bronze d'un garçon tenant une tortue. L'eau coulait de la bouche de la tortue vers un bassin. Cette statue a été volée et remplacée plus tard par une autre avec un dessin différent.
Les statues en bronze de Maître Valentim furent les premières coulées à Rio, et sont une représentation précoce de la faune autochtone (caïmans, aigrettes), qui se généralisera dans l'art romantique brésilien du XIXe siècle.
En 1806, Maître Valentim ajouta la touche finale au parc - deux pyramides de granit avec des médaillons en pierre portugaise de Lioz, l'une avec l'inscription Saudade do Rio (Nostalgie de Rio) et l'autre Ao Amor do Público (À l'amour du peuple).
Entre 1785 et 1790, les pavillons du Passeio Público ont été décorés de peintures ovales par l'un des collaborateurs de Maître Valentim, le peintre Leandro Joaquim. Les peintures ovales ont été parmi les premières peintures de paysage produites au Brésil et montrent diverses vues de la baie de Guanabara. Six de ces peintures ont survécu et se trouvent maintenant au Museu Nacional de Belas Artes et au Museu Histórico Nacional.

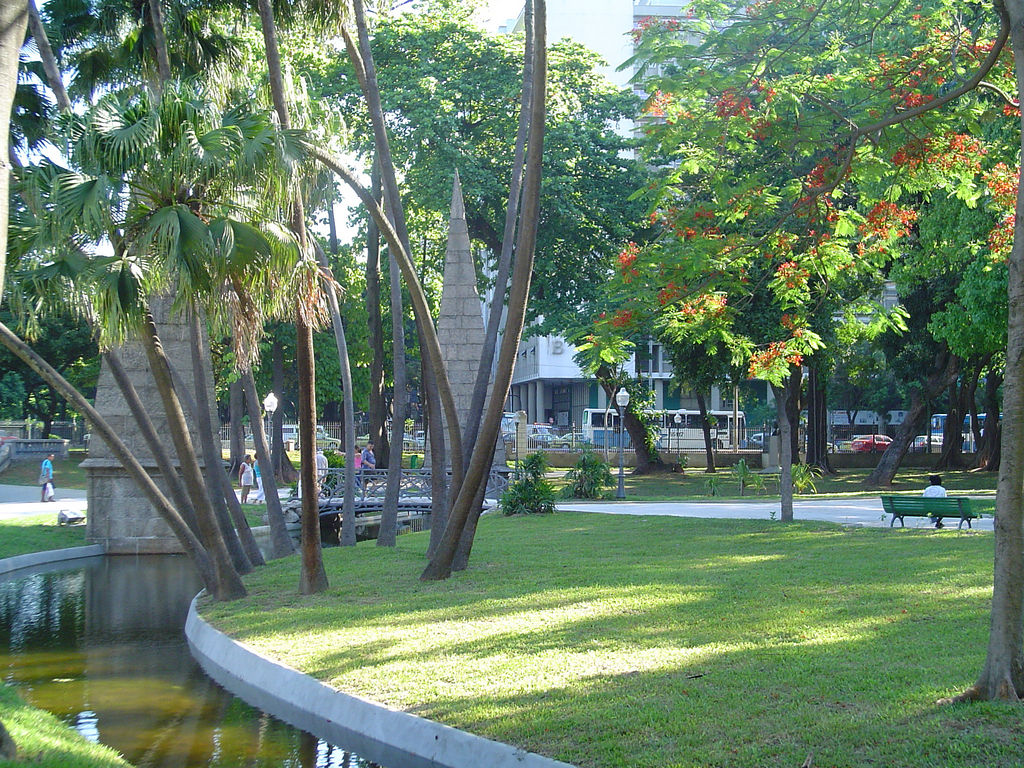
Vue sur le Passeio Público avec ses pyramides de granit décoratives

### Les changements de Glaziou
En 1864, le paysagiste français Auguste François Marie Glaziou est chargé de moderniser l'ancien parc. Glaziou a considérablement modifié la conception originale de Valentim, suivant le style du jardin anglais, qui tente de recréer un paysage «naturel». La disposition géométrique du Passeio Público a cédé la place à un labyrinthe de voies sinueuses, avec un lac, un pont et différentes espèces végétales. Il a cependant conservé l'œuvre sculpturale de Valentim - les fontaines, la porte et les pyramides.

### Déclin et renouvellement
Au cours du XXe siècle, divers bustes commémoratifs dédiés à des personnalités brésiliennes ont été placés dans le Passeio Público, dont un buste de Maître Valentim, inauguré en 1912.
Une série de récupérations de terres à proximité a conduit le parc à s'éloigner de la mer et à perdre sa vue sur la baie de Guanabara, modifiant considérablement l'intention initiale du parc. La terrasse a été modifiée dans les années 1920 lorsque le bâtiment Cassino (en fait un théâtre) a été construit à sa place. Le Cassino a ensuite été démoli.
Pendant une grande partie du XXe siècle, le Passeio Público - et tout le centre historique de Rio - est tombé en décadence. Cette situation s'est inversée lorsque le parc a finalement fait l'objet d'une rénovation minutieuse et approfondie, réalisée entre 2001 et 2004 par le gouvernement municipal de la ville.